# Carlos Gurpegui
Carlos Gurpegui Nausia, mais conhecido como Gurpegui ou Gurpegi (Pamplona, 19 de agosto de 1980) é um ex-futebolista espanhol, de origem basca, que atuou como meio-campista.

## Carreira
Foi suspenso por dois anos em 3 de novembro de 2003, quando seu exame anti-dopagem deu positivo para a substância proibida nandrolona no jogo contra a Real Sociedad em 1º de setembro de 2002. Mesmo apelando repetidamente da sentença, teve de cumprir a punição, que terminou em 23 de abril de 200. É conhecido também por ter sido o jogador a ter tomado os famosos três chapéus seguidos de Ronaldinho Gaúcho.
Aposentou-se do esporte após sua última partida, em 14 de maio de 2016.

## Títulos
Athletic Bilbao
- Supercopa da Espanha: 2015